# Морська Діва
Морська Діва (шотл. гел. A Mhaighdean Mhara) — шотландська казка, записана Джоном Френсісом Кемпбеллом у «Популярних казках Західного нагір'я», де його інформатором названо Джона Маккензі, рибалку поблизу Інвері. Джозеф Джейкобс включив твір до збірки «Кельтські казки».

## Переклади
Казка Кемпбелла була перекладена німецькою мовою як «Морська діва» («Die Seejungfrau») перекладачкою Анною Келлнер.

## Сюжет
Русалка запропонувала рибалці багато риби в обмін на його сина. Він сказав, що не має жодного. За версією Кемпбелла, вона запропонувала йому зерна: три для дружини, три для кобили, три для собаки, три посадити на подвір'ї; тоді у нього буде три сини, три лошата, три цуценята і три дерева, а коли пройде три роки, дружина повинна буде народити ще одного сина. У версії Джейкобса вона просто сказала, що у нього буде син, і коли хлопчикові виповниться двадцять, вона забере його.
За версією Кемпбелла, русалка дозволила йому відкласти передачу, поки хлопцеві не виповниться двадцять.
В обох випадках батько був стурбований. Син (або старший син) випитав у батька причину його суму і сказав, щоб він дістав йому доброго меча. Син вирушив верхи на коні, з собакою, і приїхав туди, де собака, сокіл і видра сварилися через овечу тушу. Він розділив її для них, якщо вони підуть з ним і допоможуть йому.
Він найнявся до короля пастухом, і його платня залежала від надоєного молока. Неподалік трава була бідною, а молоко і зарплата — мізерними, але він знайшов зелену долину. Коли він пас там корів, велетень кинув йому виклик за те, що він пасеться в його долині. Він убив велетня. Не взявши нічого з його скарбів, він забрав корів, які давали добре молоко. Наступного дня він повів корів далі, і йому довелося битися з іншим велетнем. Йому допоміг перемогти собака. На третій день він повів їх ще далі і зустрів відьму, яка намагалася його обдурити, але він убив її за допомогою собаки.
Коли він повернувся, всі плакали. В озері жило чудовисько з трьома головами, яке щороку забирало собі жертву; цього року жереб випав на королівську доньку. Генерал пообіцяв, що врятує її, а король пообіцяв одружити його з донькою, якщо він це зробить. Син пішов подивитися. Коли з'явилося чудовисько, генерал втік. Принцеса побачила, як з'явився кремезний чоловік на чорному коні, з чорним собакою. Він бився з потворою і відтяв їй одну голову, намалювавши на ній суцвіття. Він віддав його принцесі, а та подарувала йому перстень. Він повернувся до своїх корів, а генерал пригрозив їй, що вб'є її, якщо вона не скаже, що подвиг зробив він. Наступного дня королівна мусила повернутися назад, бо залишилося дві голови. Син прийшов знову і заснув, попросивши її розбудити його, коли прийде потвора. Вона так і зробила, надівши сережку на його вухо. Вороги побилися, і син відтяв другу голову. Те саме сталося і втретє, і потвора померла.
Король послав по священика, щоб той обвінчав його дочку з генералом. Королівна сказала, що спочатку він повинен взяти голови з вінка. Він не міг. Нарешті це зробив пастух. Королівна сказала, що справжній вбивця мав її перстень і дві сережки, і пастух показав їх. Король розсердився і наказав йому краще вдягнутися; королівська дочка сказала, що він має гарний одяг, і він одягнувся в золотий одяг із замку велетня, щоб одружитися з нею.
Одного разу вони гуляли біля озера, і морська діва забрала принца. Старий коваль порадив принцесі надіти свої коштовності і запропонував їх морській діві за принца, у варіанті Кемпбелла, на що та погодилася, або ж віщунка — грати музику і не зупинятися, доки морська діва не покаже їй принца, що дозволить принцу покликати сокола і врятуватися.
Але принцеса була схоплена.
Той самий чоловік, який радив принцу, розповів йому, що на одному острові живе білий олень. Якщо його зловити, то з нього вистрибне ворон; якщо його зловити, то з нього вискочить форель, але в роті у форелі буде яйце, а якщо його розбити, то помре морська діва.
Морська діва топила будь-який човен, що припливав до острова, але його кінь і собака стрибали на нього. Собака погнався за оленем. Принц закликав пса з туші вівці і з його допомогою спіймав його. Вискочив ворон, і з допомогою сокола з туші спіймав його. Форель вискочила, і він зловив її за допомогою видри з туші. Морська діва сказала йому, що зробить все, що він попросить, якщо він пощадить її. Він зажадав свою дружину. Коли вона віддала її, він вичавив яйце і вбив її.

### Версія Кемпбелла
У версії Кемпбелла після знищення зовнішньої оболонки морська діва помирає, принцеса та її чоловік одного дня гуляють, коли чоловік помічає вдалині, в лісі, замок. Зацікавившись цим місцем, він запитує принцесу, чи живе там хтось, але принцеса застерігає його не ходити туди. Незважаючи на її заперечення, чоловік вирушає до замку в лісі і зустрічає біля входу стару бабусю. Вона впізнає в ньому сина рибалки і запрошує його зайти першим. Як тільки він заходить, вона витягає з нього друїдхач Слахдана[прояснити], і він падає.
Принцеса плаче за зниклим чоловіком. Повернувшись до рибальської хатини, дерево, яке уособлює життя його старшого сина, всихає, тож другий син рибалки вирушає до королівства принцеси. Він також дізнається про замок у лісі і вирушає туди сам. Він зустрічає ту саму стару, яка застосовує до нього друїдхач Слачдана, і він також падає.
Нарешті молодший син рибалки бачить, що дерево середнього сина також в'яне, і йде тією ж дорогою до королівського замку. Опинившись там, наймолодший дізнається про чорний замок у лісі. Він також йде туди і зустрічає ту саму стару. Він витягує меча і відрубує їй голову, але меч випадає з його рук, а старуха кладе на його місце свою голову. Собака наймолодшого брата нападає на стару, але вона використовує свій «чарівний кийок». Молодший брат бореться з відьмою, забирає у неї друїдхач Слачдана і використовує його на ній. Відьма одразу ж помирає. Він знаходить тіла старших братів і б'є їх кийком, щоб оживити. Вони забирають золото і срібло королеви як трофеї і повертаються до королівського палацу. Старший син залишається з принцесою, а його брати повертаються до батьківського дому.

## Аналіз

### Казковий тип
На думку дослідників, оповідання є комбінацією трьох типів казок міжнародного індексу Аарне-Томпсона-Утера: АТУ 316, «Нікс у Млиновому ставку»; АТУ 303, «Близнюки або кровні брати» та АТУ 302, «Серце огра (диявола) в яйці». У казці типу АТУ 303 бездітній парі дають знаряддя народження (зазвичай рибу), яке дозволяє народити двійню або трійню. Усе, що залишилося від цього знаряддя, віддають кобилі й собаці й ховають у саду. Відповідно, у кобили і собаки народжується виводок такої ж кількості, як і близнюків, а в саду проростають дерева або кущі (що буде символом життя братів).
У статті в «Енциклопедія казки» дослідниця наративів Інес Келер-Цюльх зазначила, що тип АТУ 316 може бути «контамінований» з типом АТУ 302, «Життя людожера (диявола) в яйці». Подібним чином, німецький фольклорист Ганс-Йорг Утер у своєму перегляді індексу 2004 року зазначив, що тип 316 поєднується з типом 302.

## Варіанти

### Ірландія
В ірландській казці з графства Корк «Том Фішер і Джон Фішер» дочка рибалки ловить у свій човен велику рибу. Риба стає чоловіком і одружується з нею. У них народжуються хлопчики-близнюки, одного з яких назвали Том Фішер, а іншого — Джон Фішер. Через роки Том Фішер вирішує, що хоче знайти свого зниклого батька. Дорогою він дає їжу трьом лисицям (Лисиці з Довгих Воріт, Лисиці з Червоних Воріт і Лисиці з Зеленого Лісу). Том Фішер потрапляє до королівства, якому загрожує змій з моря, який щороку вимагає в жертву одну з королівських дочок. Він рятує принцесу і одружується з нею. Пізніше він йде за таємничим зайцем із золотим ланцюгом на шиї до лісу і губиться. Він будує хатину, і до нього приходить відьма (справжня форма зайця), яка палицею перетворює його на синій камінь. Повертаючись до Джона Фішера, він помічає, що його брат у небезпеці (його знак життя, ніж, заіржавів), і вирушає до королівства принцеси. Джон Фішер йде за тим самим зайцем і зустрічає ту саму відьму. Джон Фішер погрожує їй, але відьма благає пощадити її в обмін на надання засобів для порятунку батька близнюків: брати повинні знайти бика в королівських стайнях, знайти в ньому качку, а в качці — яйце (в яйці зберігається життя русалки, яка тримає в заручниках їхнього батька). Відьма повертає Тома Фішера до життя, і він вбиває її. Повернувшись до королівства, старший з близнюків, Том Фішер, кличе своїх помічників лисиць, щоб ті вбили бика, а русалчине яйце використали як розмінну монету. Том вирушає на берег моря і кличе русалку, вимагаючи повернення батька, інакше він розчавить яйце. Русалка відпускає батька близнюків, і Том кидає яйце в русалку, перемагаючи її раз і назавжди. Том посилає за матір'ю і дідусем, щоб вони жили в його королівстві.

### Канада
Письменник Джон Шоу опублікував схожу історію, записану на Кейп-Бретоні, під назвою «Mac an Iasgair Mhóir» («Син Великого Рибалки»). У цій казці чоловікові на ім'я Великий Рибалка не щастить ловити рибу, аж поки одного дня русалка «чи якась інша істота» не виринає з води з пропозицією: він віддасть їй свого первістка в обмін на багату сітку риби. Незважаючи на деякі застереження, чоловік погоджується, і йому дають три зернятка, щоб він роздав їх дружині, собаці та кобилі. Протягом трьох років кожна з них народжує трьох синів, трьох цуценят і трьох лошат. Після 11 років зволікання старший син Великого Рибалки вирішує зустрітися з русалкою, яку йому пообіцяли. Старший йде працювати пастухом в інше королівство, бореться з трьома велетнями, а згодом рятує принцесу від багатоголового морського чудовиська. Згодом він знаходить душу русалки і розбиває її, таким чином звільняючись від обіцянки істоти. Цю казку упорядник класифікував як комбіновану: АТУ 300 «Вбивця дракона»;АТУ 302 «Життя людожера в яйці»; АТУ 303 «Близнюки або кровні брати»; АТУ 314A «Пастух і велетні» та АТУ 316 «Нікс у Млиновому ставку».

### США
Американська фольклористка Марі Кемпбелл зібрала американський варіант від інформатора на ім'я Дядько Блессінг. У його казці під назвою «Відьма з океанських вод» чоловік вирушає до «океанських вод» ловити рибу, але не може зловити жодної рибини, аж поки одного дня з води не з'являється відьма і не обіцяє дати йому багато в обмін на сина чоловіка. Однак у чоловіка немає дітей, тому відьма дає йому кілька зерен, щоб він нагодував свою дружину, кобилу та собаку. Через деякий час дружина чоловіка народжує трьох синів, кобила — трьох лошат, собака — трьох цуценят, а в саду проростають три дерева. Через три роки відьма з'являється, щоб виконати свою частину угоди, але чоловікові вдається відтягнути її ще на сім років. Минає час, і перший син вирішує піти з дому. Він знаходить собі меча і вирушає в дорогу, взявши з собою собаку (одного з цуценят). Хлопець знаходить роботу королівського пастуха, бореться з трьома велетнями, одним одноголовим, другим триголовим і останнім дев'ятиголовим, і врешті-решт рятує і одружується з принцесою. Оповідач закінчує історію на одруженні з принцесою, але посилається на продовження про пригоди двох братів і про те, «як засохли дерева». Кемпбелл класифікував казку як типи 316 (перша частина) і 300, «Вбивця драконів».

## Адаптації
Англійський прозаїк Алан Гарнер адаптував цю казку як «Морська жінка і старина» у своїй книзі «Книга британських казок Алана Гарнера». Його версія зберігає другу частину оригінальної казки з епізодом, коли відьма скам'яніла героя та його середнього брата, і обох врятував молодший брат.